# 2-Chlorphenol
2-Chlorphenol ist eine unangenehm, ähnlich wie Iodoform riechende, gesundheitsschädliche Flüssigkeit, die zur Stoffgruppe der Chlorphenole gehört. Sie wird zur Herstellung von Arzneimitteln und Farbstoffen sowie als Desinfektionsmittel eingesetzt. Die Verbindung taucht als Schadstoff im Grundwasser auf.

## Eigenschaften
2-Chlorphenol ist eine farblose Flüssigkeit, die oft durch Verunreinigungen gelblich bis braun gefärbt ist. Die Flüssigkeit ist wenig löslich in Wasser und schwer entzündlich: Die Zündtemperatur liegt bei 550 °C.

## Herstellung
Es kann durch die Chlorierung von Phenol in einem inerten Lösungsmittel, wie etwa Tetrachlormethan, hergestellt werden. Dabei entstehen jedoch auch bei der Verwendung von äquimolaren Mengen Chlors, 4-Chlorphenol und höhere chlorierte Phenole, als Nebenprodukte.

## Verwendung
2-Chlorphenol wird als Zwischenprodukt bei der Herstellung von Farbstoffen und höher chlorierter Chlorphenole eingesetzt.

## Sicherheitshinweise
Die Substanz zersetzt sich bei höheren Temperaturen zu Chlorwasserstoff, Kohlenstoffmonoxid und Kohlenstoffdioxid. 2-Chlorphenol reizt Augen, Atemwege und Haut; bei hohen Konzentrationen kann eine ätzende Wirkung eintreten. Die Toxizität äußert sich vor allem in Störungen des Zentralnervensystems.